# Noah Baumbach
Noah Baumbach (/ˈbaʊmbæk/) (Brooklyn, 1969. szeptember 3. –) amerikai filmrendező, forgatókönyvíró. New Yorkban játszódó vígjátékairól ismert, műveit olyan író-rendezők ihlették, mint Woody Allen és Whit Stillman. Többször dolgozott együtt Wes Andersonnal, Adam Driverrel és feleségével, Greta Gerwiggel.
Baumbach Papák a partvonalon (1995) és Mr. Jealousy (1997) című korai filmjeivel hívta fel magára a figyelmet. A tintahal és a bálna (2005) című áttörést jelentő filmjét a legjobb eredeti forgatókönyv kategóriában Oscar-díjára jelölték. Hosszú távú együttműködését Gerwiggel a Greenberggel kezdte (2010), majd a Frances Ha-val (2013), az Amerikai álomlánnyal (2015), White Noise-zal (2022) és Barbie-val (2023) folytatta.
További filmjei a Margot az esküvőn (2007), While We're Young (2014) és A Meyerowitz-történetek (2017). Házassági történet (2019) című filmje Oscar-díjat kapott a legjobb film kategóriában, Baumbach pedig a második legjobb eredeti forgatókönyv jelölését. Andersonnal együtt írta az Édes vízi élet (2004) és A fantasztikus Róka úr (2009) című filmeket.

## Magánélet
Baumbach 2001-ben ismerkedett meg Jennifer Jason Leigh színésznővel egy broadway-i szereplésen. 2005. szeptember 2-án házasodtak össze. Egy fiuk született, Rohmer, akit Éric Rohmer francia rendezőről neveztek el. Leigh 2010. november 15-én Los Angelesben nyújtotta be a válókeresetet Baumbachtól, kibékíthetetlen ellentétekre hivatkozva. A válás 2013 szeptemberében zárult le.
Baumbach romantikus és szakmai kapcsolata Greta Gerwiggel 2011 végén kezdődött, miután a Greenberg című film kapcsán találkoztak.  Két fiuk született, 2019 márciusában és 2023 februárjában Tizenkét évvel kapcsolatuk kezdetétől Baumbach és Gerwig 2023 decemberében összeházasodtak.
Baumbach testvére, Nico filmteoretikus és docens a Columbia Egyetemen.

## Díjak és jelölések
Baumbachot négy Oscar-díjra is jelölték A tintahal és a bálna (2005), kettőre a Házassági történet (2019) és a Barbie (2023) című filmért.

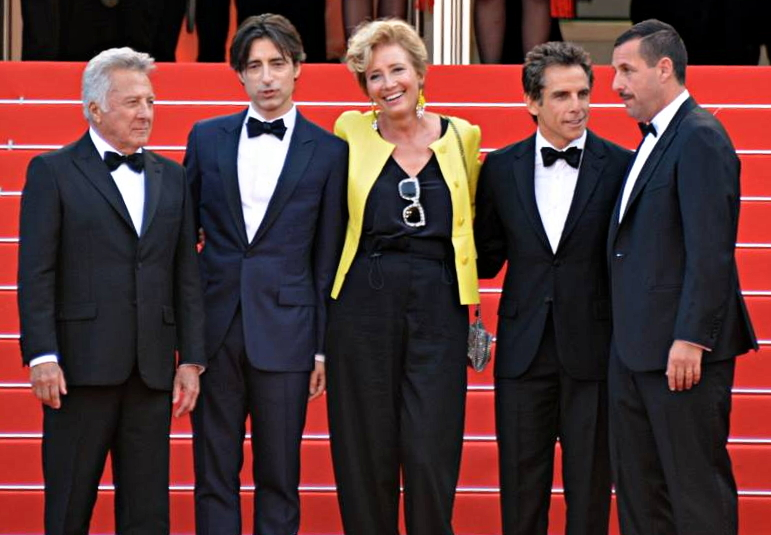
Dustin Hoffman, Baumbach, Emma Thompson, Ben Stiller és Adam Sandler a Cannes-i Filmfesztiválon, a Meyerowitz-történetek vetítésén 2017-ben

 Jelölték többek között Golden Globe, British Academy, Critics Choice díjra, és a Cannes-i Filmfesztiválon, Velencei Filmfesztiválon is kapott jelölést. Öt Independent Spirit Film Díj jelölésből kettőt megnyert.